# Bugatti Type 251
El Bugatti Type 251 fue un automóvil de Fórmula 1, construido por la firma francesa Bugatti. Solo se produjeron dos unidades, la primera en 1955 y la segunda en 1956. Se trata del último coche de competición de la prestigiosa marca, diseñado bajo la dirección de Roland Bugatti, heredero de Ettore Bugatti, y el único Fórmula 1 del fabricante francés en toda la Historia de la Fórmula 1, creada en 1950.

## Historia
Jean Bugatti (heredero de Bugatti), murió en 1939 con tan solo 30 años de edad, víctima de un accidente de automóvil mientras probaba un Type 57 Tank a una velocidad de 200 km/h. Este modelo había cosechado resonantes victorias, como el Rally de los Alpes Franceses de 1935, el Gran Premio de Francia de 1936, o las 24 Horas de Le Mans en 1937 y 1939.
Ettore Bugatti (que poco después se dedicaría a diseñar en París un vehículo ferroviario, el Automotor Bugatti) intentó que su hijo menor Roland Bugatti, de 17 años, se formara para sucederle en la empresa. Sin embargo, la fábrica de Bugatti en Molsheim fue requisada por el ejército nazi durante la Segunda Guerra Mundial (1939-1945), y Ettore fallecería en 1947.
En 1951, el joven Roland Bugatti (de 25 años) y Pierre Marco (fiel piloto, colaborador histórico de la Fábrica de Bugatti en Molsheim), intentaron sin éxito que la marca retornara a la cima de las competiciones, con el Bugatti Type 101 y el Bugatti Type 102, basados en el legendario Bugatti Type 57 del período de entreguerras. Pero no poseían el genio de sus dos predecesores, y no fueron capaces de competir con el nuevo Lancia D50 de la scuderia Ferrari (con Juan Manuel Fangio al volante), y los Maserati 250F dominantes en la posguerra.
En 1956, un último intento de volver a la alta competición también resultó fallido. Esta tentativa tenía como protagonista al nuevo Bugatti Type 251, diseñado por Gioacchino Colombo, dotado con un nuevo motor Bugatti de 8 cilindros en la línea transversal trasera central, doble árbol de levas en cabeza, carburador Weber de doble cuerpo, 2500 cc y 230 CV de potencia; capaz de alcanzar 260 km/h de velocidad máxima. Fue inscrito en el Gran Premio de Francia de 1956 (disputado en Reims el 18 de junio de 1956), con el piloto Maurice Trintignant al volante, que no pudo pasar del decimoctavo puesto en la calificación. Al comienzo de la carrera, remontó a la decimotercera posición, pero se rindió en la decimoctava de sesenta y una vueltas, al sufrir un fallo en el control del acelerador. Esta será la única aparición en un Gran Premio de este modelo. Pierre Marco, poco después, abandonaría un proyecto que, a pesar de su falta de medios financieros, costó más de sesenta millones de francos de la época.
El siguiente modelo de competición, el Bugatti Type 252 quedaría en la etapa de prototipo. La familia propietaria de la marca Bugatti vendió en 1963 los activos que le quedaban al fabricante franco-español Hispano-Suiza (antiguo constructor de automóviles y aviones de prestigio anterior a la guerra, reorientado a la industria aeroespacial). Los dos únicos Bugatti Type 251 construidos, hoy en día pertenecen a la Colección Schlumpf, conservada en la Ciudad del Automóvil de Mulhouse.

## Resultados

### Fórmula 1
(Clave) (negrita indica pole position) (cursiva indica vuelta rápida)

| Año     | Motor  | Neu. | Pilotos             | 1   | 2   | 3   | 4   | 5   | 6   | 7   | 8   |
| ------- | ------ | ---- | ------------------- | --- | --- | --- | --- | --- | --- | --- | --- |
| 1956    | 2.5 L8 | E    |                     | ARG | MON | 500 | BEL | FRA | GBR | GER | ITA |
| 1956    | 2.5 L8 | E    | Maurice Trintignant |     |     |     |     | Ret |     |     |     |
| Fuente: |        |      |                     |     |     |     |     |     |     |     |     |